# Myczków
Myczków (ukrán nyelven: Мичків, Mychkiv) Lengyelország délkeleti részén, a Kárpátaljai vajdaságban, a Leskói járásban található település. A község  Solinától közel 5 kilométernyire fekszik nyugati irányban, míg a járási központnak számító Lesko 13 kilométernyire délnyugatra található, valamint a vajdaság központja, Rzeszów 79 kilométernyire északra van a településtől.

## Fordítás
Ez a szócikk részben vagy egészben  a   Myczków című angol Wikipédia-szócikk ezen változatának fordításán alapul.  Az eredeti cikk szerkesztőit annak laptörténete sorolja fel. Ez a jelzés csupán a megfogalmazás eredetét és a szerzői jogokat jelzi, nem szolgál a cikkben szereplő információk forrásmegjelöléseként.